# Zaínsk
Zaínsk (ruso: Заи́нск; tártaro: Зәй/ Zäy), Nueva Zay, Nueva Zai,Novi Zai (en ruso Новый Зай) hasta 1978, localidad tártara de 41.088 habitantes según el censo ruso de 2002 (36.621, según el soviético de 1989). Localizada en el río Stepnói, afluente del Kama, está a 287 km de Kazán.
Fundada en 1652-1656 como fortaleza, obtuvo el título de ciudad en 1962.
- Datos: Q136576
- Multimedia: Zainsk / Q136576